# ولادیمیر بادالیان
ولادیمیر مروژانی بادالیان (Վլադիմիր Մերուժանի Բադալյան؛ زادهٔ ۴ اکتبر ۱۹۵۸) یک دیپلمات و سیاستمدار اهل ارمنستان است. وی از تاریخ ۲۰۰۳ تا تاریخ ۲۰۰۸ نماینده دوره‌های سوم و چهارم مجلس ملی جمهوری ارمنستان بوده است.

## زندگی‌نامه
وی در ۴ اکتبر ۱۹۵۸ در ایروان به دنیا آمد و از دانشگاه ملی پلی‌تکنیک ارمنستان فارغ‌التحصیل گشت. 